# لیپار (فیلم)
لیپار فیلمی به کارگردانی حسین ریگی، نویسندگی حسین ریگی و حسام فرهمندجو و تهیه‌کنندگی سعید خانی محصول سال ۱۳۹۹ است. این فیلم در سی و نهمین دوره جشنواره فیلم فجر حضور دارد.